# 케이렙
케이렙(KcLep)은 한국세무사회가 소유 및 개발하고있는 자체 전산세무회계 프로그램 및 소스코드로 국가공인 전산세무 및 전산회계 자격시험용 무료제공 프로그램이다.

## 수험용 프로그램
케이렙(KcLep)은 일반인을 위해 한국세무사회가 주관하는 실기 시험장의  전산세무회계프로그램 수험용으로 개발 및 무료제공되며 다른 실무용 전산회계프로그램 사용을 위해 자체적이고 효율적인 처리과정의 반영을 안정되게 포함하고있다. 한편 한국세무사회가 주관하는 전산세무 및 세무회계 1,2급등의 자격증들은 다른 국가채용시험이나 공기업 및 대학교, 학점인정, 기업의 인사평가등 폭넓은 영역에서 가점 또는 우대사항에 해당하는 검증된 연혁있는 자격증으로 잘 알려져있다.

## 같이 보기
- 뉴젠솔루션